# Jean Françaix
Jean René Désiré Françaix (født 23. maj 1912 i Le Mans, død 25. september 1997 i Paris, Frankrig) var en fransk komponist, pianist og arrangør.
Françaix komponerede i neoklassisk stil, han fik undervisning i teori og komposition af Nadia Boulanger og studerede tillige klaver. Han vandt førsteprisen på konservatoriet i Paris, i en klaverkonkurrence, som ganske ung.
Françaix har skrevet 3 symfonier, orkesterværker, 2 klaverkoncerter, operaer, balletmusik, kantater etc. Han har skrevet 200 kompositioner gennem sit liv.
Han var inspireret af komponister som Maurice Ravel, Francis Poulenc og Igor Stravinskij, selvom hans egen stil var enkel og melodisk.

## Udvalgte værker
- Symfoni nr. 1 (1932) - for orkester
- Symfoni nr. 2 (1948) - for strygeorkester
- Symfoni nr. 3 (i G-dur) (1953) - for orkester
- Serenade til lille orkester (1934) - for orkester
- "Den nøgne konge" (1935) - for orkester
- "Rettemusik"  (1937) - fløjte, violin og orkester
- "Det søde Frankrig" (1946) - for orkester
- 2 klaverkoncerter (1936, 1965) - for klaver og orkester
- Klarinetkoncert (1967) - for klarinet og orkester
- Fløjtekoncert (1966) - for fløjte og orkester